# Daniel Haglund

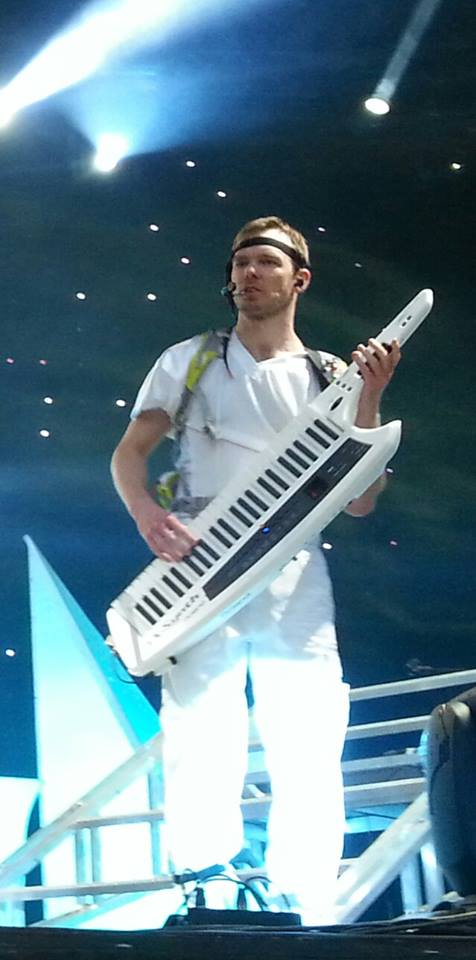
Daniel Haglund 2014

Daniel Haglund (* 25. März 1980 in Falun) ist ein schwedischer Musiker. Er ist seit 1999 mit Unterbrechungen Keyboarder von Mando Diao.

## Leben
Schon früh zeigte sich sein großes musikalisches Talent; er trat mit elf Jahren in einer Familienshow im schwedischen Fernsehen mit Piano und Keyboard auf. Daniel besuchte einige Jahre lang dieselbe Schule wie Björn Dixgård. Mit fünfzehn Jahren gründete er gemeinsam mit Björn eine Band namens Butler.
Seit 1996 war auch Gustaf Norén Mitglied der Band. 1997 wurde der Name Butler in Mando Jao umgeändert. Erzählungen zufolge hatte Dixgård einen Traum, in dem ihm ein alter Mann erschien und ihm die beiden Worte zurief. Die Band fand Gefallen an dem Namen, und er wurde übernommen.
1999 wurde der Name der Band wieder verändert, diesmal aber nur die Schreibweise – aus Mando Jao wurde so Mando Diao. Die Bandmitglieder waren sicher, dass diese Version eine bessere englische Aussprache bieten würde. Die Band setzte sich zu dieser Zeit aus Björn Dixgård, Gustaf Norén, CJ Carl-Johan Fogelklou, Daniel Haglund und Samuel Giers zusammen.
Im Jahr 2004 verließ Daniel Haglund die Band und wurde durch Mats Björke ersetzt. Er war fortan als Musik- und Deutschlehrer tätig. 2007 nahm er wieder Kontakt zu seinen ehemaligen Bandkollegen auf; im Sommer 2008 trat er beim Peace and Love Festival für ein paar Nummern gemeinsam mit seiner früheren Band auf.
Seit 2010 arbeitet Daniel Haglund wieder bei Liveauftritten und im Studio mit Mando Diao zusammen (Keyboard, Gitarre, Keytar, Synthesizer); beim MTV-Unplugged-Konzert war er als Teil der Band zu sehen, genauso wie bei der Unplugged Tour 2011 und allen folgenden Auftritten bis heute.
Heute lebt Daniel Haglund in der kleinen Stadt Dals-Ed in der westschwedischen Provinz Dalsland. Er hat drei Kinder.
Haglund tritt gemeinsam mit Sebastian Fahlander als das Duo "Två Lager Gladpack" abseits von Mando Diao auf.

## Diskografie
- 2002: Bring ’em In
- 2010: MTV Unplugged – Above and Beyond
- 2012: Infruset
- 2014: Ælita
- 2019: Bang